# منتخب مقدونيا الشمالية لكرة القدم
منتخب مقدونيا الشمالية لكرة القدم (بالمقدونية: Фудбалската репрезентација на Македонија) هو منتخب يمثل مقدونيا الشمالية في رياضة كرة القدم، لم يسبق للمنتخب أن تأهل لكأس العالم  تأهل إلى بطولة أمم أوروبا 2020 كأول مشاركة له 

## معرض صور

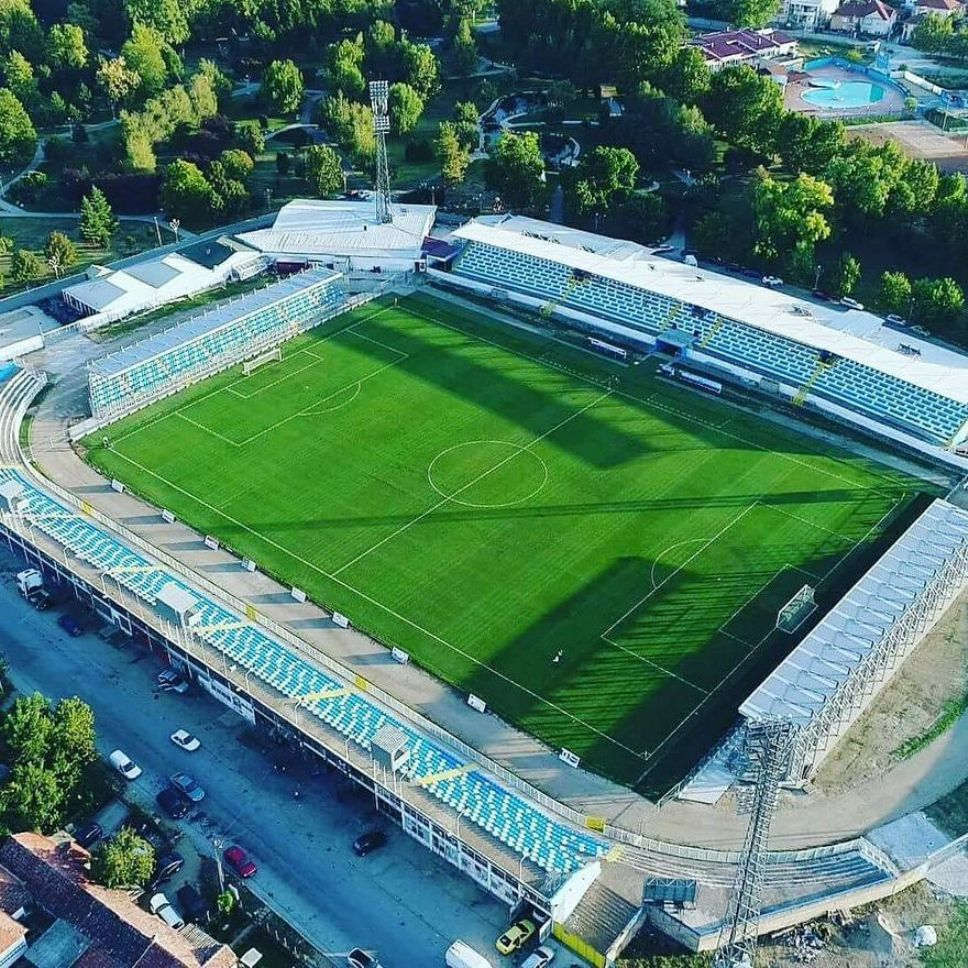
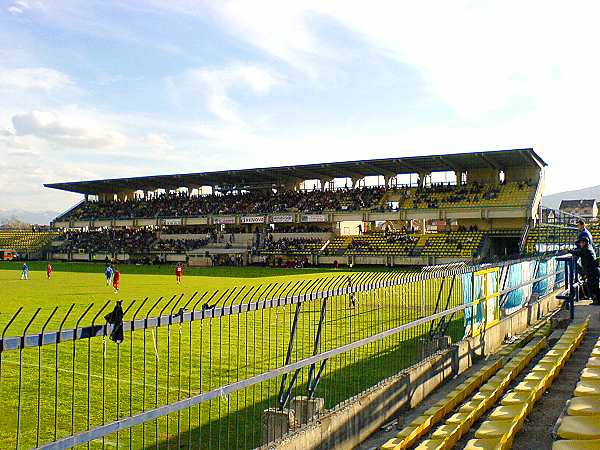

## وصلات خارجية
- قائمة بيانات المنتخب من الموقع الرسمي للفيفا باللغة العربية